# Carrícola
Carrícola és un municipi del País Valencià a la comarca de la Vall d'Albaida.

## Geografia
Està situada al vessant nord de la Serra del Benicadell. La superfície del terme és muntanyosa, especialment als contraforts de la serra, on arriba als 812 m d'altitud a l'Alt de la Font Freda.
El clima és temperat, amb hiverns freds, els vents dominants són els de l'oest i est; este últim provoca les pluges, generalment del novembre al febrer, en les altures de Benicadell neva al gener. Drenen el terme els barrancs del Castellet i del Pleit.
Des València, s'accedix a Carrícola a través de la A-7 per a enllaçar amb la CV-40 i acabar en la CV-615.

### Localitats limítrofes
El terme municipal de Carrícola limita amb les localitats següents:
Atzeneta d'Albaida, Bèlgida, Bufali i el Palomar, totes elles de la Vall d'Albaida.

## Història
El topònim prové de l'arrel íbera karr, que significaria roca, tormo o pedra. Els romans hi aplicaren el diminutiu del llati -cula, amb la qual cosa quedaria llatinitzat i seria pronunciat com a Karricula o Karrícola pels àrabs.
Té el seu origen en una alqueria islàmica que Jaume I va cedir, juntament amb la torre del Castellet, a hores d'ara, en terme del Palomar, a Berenguela Alonso en 1270; el 1273 passa, també per donació del rei conqueridor al bisbe de València. La baronia de Carrícola fou vinculada, el 1477, pel cardenal Lluís Joan del Milà i de Borja i va recalar posteriorment en els Orense i els Tamarit. Fou lloc de moriscos i tot just abans de l'expulsió tenia 56 cases, segons el Cens de Caracena. Va ser repoblada amb gent del Palomar i d'Albaida l'any següent.
Eclesiàsticament havia pertangut a Otos des del 1535 fins al 1754, quan esdevingué vicariat independent. L'any 1768 va enregistrar 245 habitants, però des d'aleshor la població va declinar: 174 habitants l'any 1842 i 129 el 1930.

## Alcaldes
Des de 2020 l'alcalde de Carrícola és Juan Salvador Miralles Tomàs de Sóm Carrícola-Compromís Municipal (SC-Compromís).
| Període                       | Alcalde o alcaldessa                                 | Partit polític            | Data de possessió     | Observacions         |
| ----------------------------- | ---------------------------------------------------- | ------------------------- | --------------------- | -------------------- |
| 1979–1983                     | Arcadio Cháfer Satorres                              | GIC                       | 19/04/1979            | --                   |
| 1983–1987                     | Ismael Lozada Calatayud                              | GIC                       | 28/05/1983            | --                   |
| 1987–1991                     | Rafael Sanz Quilis                                   | PSPV-PSOE                 | 30/06/1987            | --                   |
| 1991–1995                     | Rafael Sanz Quilis                                   | PSPV-PSOE                 | 15/06/1991            | --                   |
| 1995–1999                     | Rafael Sanz Quilis                                   | PSPV-PSOE                 | 17/06/1995            | --                   |
| 1999–2003                     | Rafael Sanz Quilis                                   | PSPV-PSOE                 | 03/07/1999            | --                   |
| 2003–2007                     | Juan Luis Blasco Cháfer                              | PSPV-PSOE                 | 14/06/2003            | --                   |
| 2007–2011                     | Susana Cháfer Nácher                                 | PSPV-PSOE                 | 16/06/2007            | --                   |
| 2011–2015                     | Susana Cháfer Nácher                                 | PSPV-PSOE                 | 11/06/2011            | --                   |
| 2015–2019                     | Susana Cháfer Nácher                                 | PSPV-PSOE                 | 13/06/2015            | --                   |
| 2019-2023                     | M. Teresa Cháfer Nácher Juan Salvador Miralles Tomàs | SC-Compromís SC-Compromís | 15/06/2019 03/01/2020 | Dimissió/renúncia -- |
| Des de 2023                   | n/d                                                  | n/d                       | 17/06/2023            | --                   |
| Fonts: Generalitat Valenciana |                                                      |                           |                       |                      |

## Demografia

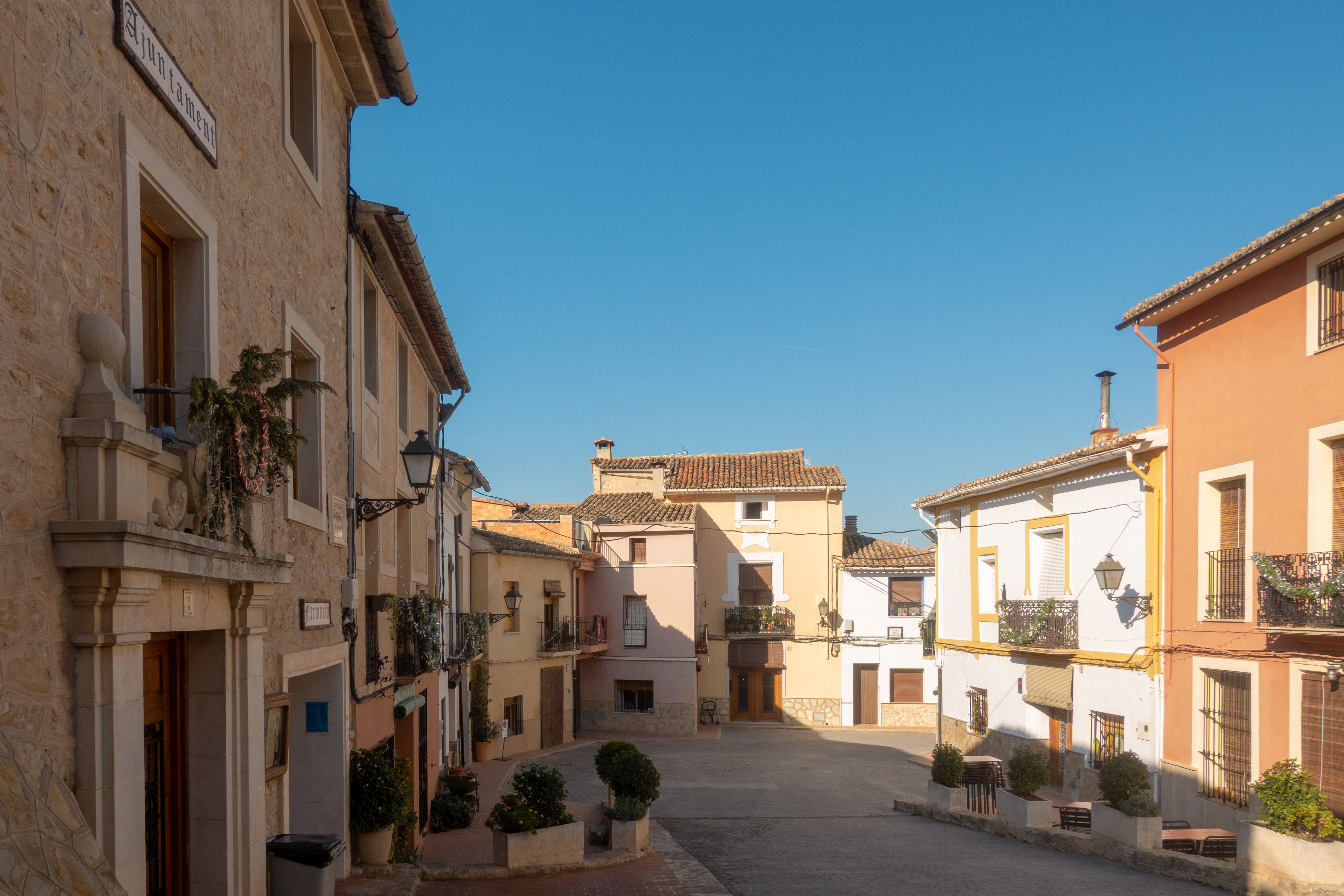
Vista de l'Ajuntament de Carrícola, al centre del poble.

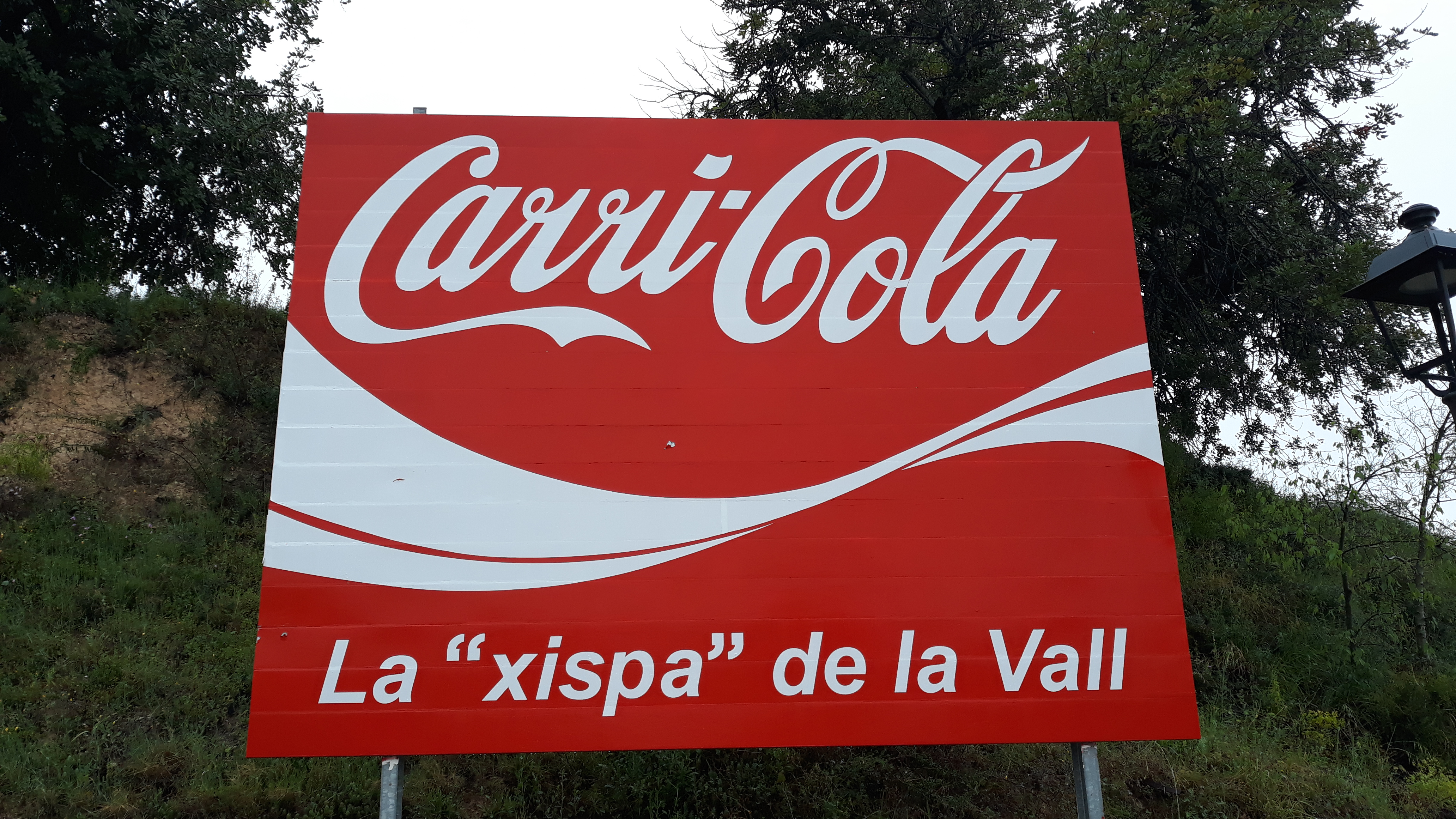
Rètol situat a l'entrada del municipi.

D'acord amb el cens de l'INE de 2021, hi ha empadronats 102 habitants, de gentilici carricolins i carricolines. Un 90,23% dels habitants sap parlar valencià, segons el cens del 2001.
| 1990 | 1992 | 1994 | 1996 | 1998 | 2000 | 2002 | 2004 | 2005 | 2007 | 2011 | 2021 |
| ---- | ---- | ---- | ---- | ---- | ---- | ---- | ---- | ---- | ---- | ---- | ---- |
| 71   | 73   | 76   | 77   | 78   | 73   | 81   | 79   | 81   | 69   | 93   | 102  |

## Economia
L'economia carricolina es basa tradicionalment en l'agricultura. Quasi tots els cultius són de secà, principalment ametlers, garrofera i oliveres. A la comarca de la Vall d'Albaida, Carrícola ha sigut pionera en la introducció del conreu biològic com a iniciativa de desenvolupament sostenible. Gràcies a això s'han generat beneficis econòmics i en forma d'oferta de productes que fan factible iniciatives de turisme rural. La localitat és també un punt de partida habitual per a l'inici de rutes senderistes dins dels paratges naturals del terme, especialment les que recorren la Serra del Benicadell.

## Monuments
- Castell de Carrícola. Situat al terme municipal del Palomar.
- Font de Cinc Xorros
- Font de Melero
- Església de Sant Miquel Arcàngel. Renovada l'any 1903.
- Ermita del Crist del Calvari

## Festes locals
- Festes patronals. Celebra les festes patronals en honor del Crist del Calvari el 29 i 30 de setembre.